# Hexatoma perelongata
Hexatoma perelongata är en tvåvingeart som beskrevs av Alexander 1969. Hexatoma perelongata ingår i släktet Hexatoma och familjen småharkrankar. Inga underarter finns listade i Catalogue of Life.